# 철인 3총사
"철인 3총사"(Iron Triumvirate)는 한국에서 제작된 박승철 감독의 1983년 애니메이션, 가족, SF, 액션 영화이다. 윤수일 등이 제작에 참여하였다.

## 스태프
- 제작: 윤수일
- 각본: 박승철
- 기획: 송용환
- 총지휘: 박승덕
- 구성: 박이남 (언급되지 않음)
- 원화: 박해원
- 동화: 이종성, 이종안, 김형숙
- 선화: 박부전
- 채화: 김명옥, 김명화, 박선희, 송영순, 임현순 (「임현수」명의)
- 미술효과: 배상준 (「배상중」명의)
- 배경: 오응환, 서현주
- 촬영: 양석주
- 편집: 현동춘
- 음악: 정민섭
- 주제가: 작사.작곡 - 조영근
- 노래: 정여진, 별셋 (언급되지 않음)
- 녹음: 청맥녹음실
- 음향효과: 조인영
- 현상: 동양현상소
- 진행: 박현주
- 협찬: 삼성교재
- 조감독: 박이남
- 감독: 박승철